# Tricystis planctonis
Tricystis planctonis is een soort in de taxonomische indeling van de Myzozoa, een stam van microscopische parasitaire dieren. Het organisme komt uit het geslacht Tricystis en behoort tot de familie Actinocephalidae. Tricystis planctonis werd in 1951 ontdekt door Hamon.